# An Teallach

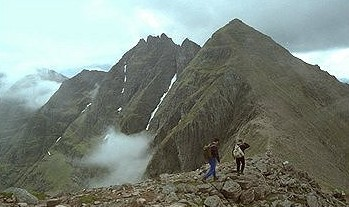
Sgurr Fiona

An Teallach és una muntanya d'Escòcia (Regne Unit). Té 1.062 metres d'alt. Queda al sud-oest de Dundonnell i queda per sobre del Little Loch Broom, en una zona sovint sobrenomenada la "gran zona salvatge". An Teallach significa "L'enclusa" o "La forja" en gaèlic escocès; encara que la major part dels estudiosos pretenen que el segon nom és la traducció més correcta doncs el nom de la muntanya es refereix més al color del terreny sota certes condicions de llum, més que a la seva forma.
La muntanya està feta principalment d'arenisca torridoniana. Com els cims al voltant de Torridon (de les quals rep el seu nom la roca), An Teallach té els costats formats per terrasses, estripats per barrancs molt inclinats i una cresta rocosa afilada a Sgùrr Fiona. La secció més inclinada, coneguda com a Corrag Bhuidhe, s'alça per sobre del loch  Toll an Lochain. El tret més espectacular de Corrag Bhuidhe és un pinacle que sobresurt conegut com a Lord Berkeley's Seat ("el lloc de Lord Berkeley").

Vista de 360° des de Sgurr Fiona, An Teallach, Escòcia.

## Cims
An Teallach és un complex massís muntanyenc, amb deu cims diferents de més de 3.000 peus (914,4 msnm). De 1891 a 1981, només la major d'elles, Bidean a' Ghlas Thuill, va tenir la categoria d'un munro – una muntanya separada de més de tres mil peus. En 1981 el Scottish Mountaineering Club va atorgar l'estatus de munro a Sgùrr Fiona, en reconeixement de la seva considerable prominència topogràfica (150 m) i una naturalesa distintiva. La llista completa dels munros i tops (cims secundaris que apareixen en les Taules de Munro) està avui de la següent manera:
- Bidean a' Ghlas Thuill 1062 m (3484 ft)
  - Glas Mheall Mòr 979 m (3212 ft)
  - Glas Mheall Liath 960 m (3150 ft)
- Sgùrr Fiona 1060 m (3478 ft)
  - Corrag Bhuidhe 1040 m (3412 ft)
  - Lord Berkeley's Seat 1030 m (3379 ft)
  - Sgurr Creag an Eich 1017 m (3337 ft)
  - Stob Cadha Gobhlach 960 m (3150 ft)
  - Sàil Liath 954 m (3130 ft)
  - Corrag Bhuidhe Buttress 945 m (3100 ft)

## Rutes d'ascens
La ruta més simple d'ascens és probablement la que parteix de Dundonnell, que segueix una bon sender sobre el terreny que s'alça per aconseguir el cim septentrional, Bidein a' Ghlas Thuill, una distància del voltant de 6 km. Des d'aquí, el segon cim, Sgurr Fiona, queda al voltant d'1 km al sud-oest.
Una ruta septentrional alternativa es dirigeix des de Corrie Hallie, que queda al voltant de 4 km al sud de Dundonnell. Aquesta ruta, que té uns 5 km de llarg, segueix de manera molt pendent al capdavant del corrie de Glas Tholl per arribar a la principal cresta just al nord de Bidein a' Ghlas Thuill.
Ambdues rutes, no obstant això, es perden la secció central, per la qual An Teallach és més coneguda. Una ruta que aconsegueix els cims des del sud comença prop de Corrie Hallie. Després segueix una pista (després una sendera) pel sud-oest durant uns 5 quilòmetres. Després trenca cap al nord, pujant per l'extrem meridional de la cresta a través d'un cim secundari coneguda com a Sàil Liath. Dirigint-se cap al nord-oest cap als contraforts de Corrag Bhuidhe s'ha de triar. Pot seguir-se per les roques gatejant directament (incloent l'encreuament de Lord Berkley's Seat), o prendre la sendera de circumval·lació del vessant sud-oest. Aquesta sendera està erosionada en alguns llocs i no hauria de ser considerat una opció fàcil.
La travessia hivernal de la cresta és probablement més exigent que la de Liathach o Aonach Eagach, a causa de la comparativament, llunyania de la muntanya. Alguns grups usen un refugi en Shenavall com a base per passar la nit.